# 邁薩奧里亞

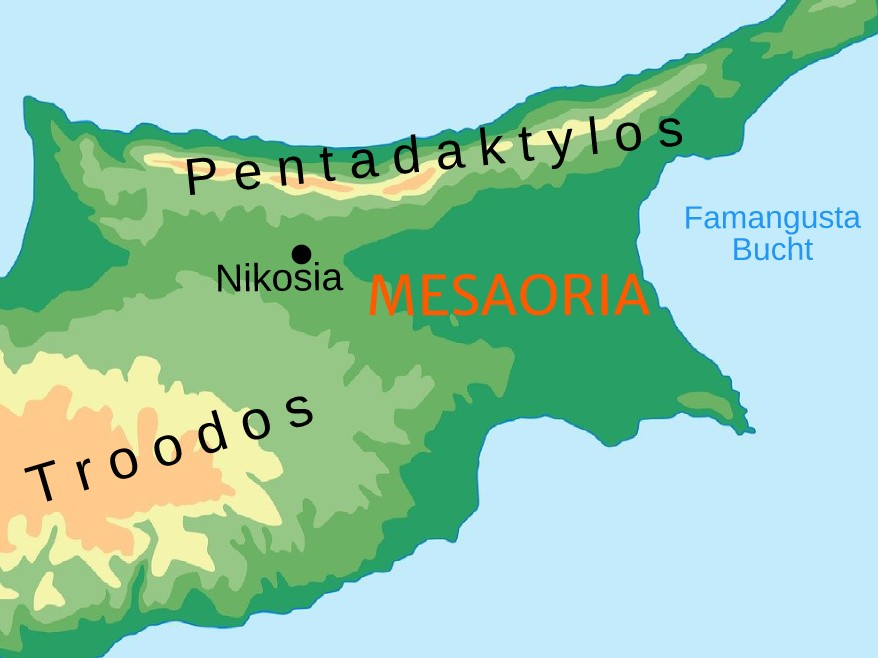
邁薩奧里亞

邁薩奧里亞（希臘文：Μεσαορία；土耳其語：Mesarya；英語：Mesaoria）是一片廣闊的平原，構成了塞浦路斯島的北部中心。

## 地理
邁薩奧里亞（Mesaoria）是這片寬闊的平原的名稱，該平原從東邊的法馬古斯塔灣延伸到西邊的莫爾福平原，長96公里，寬16至32公里不等。
流經這里的溪流只是冬季的急流，從南面流下，但幾乎沒有流入大海。派迪亚斯河（Pediaeus）和拉利亞河（Yialias）在法馬古斯塔灣附近的薩拉米斯周圍的沼澤中失去了大部分水量。佩迪亞斯河發源於馬席拉附近，流經尼科西亞附近，在威尼斯人改河道前確實流經尼科西亞。拉利亞斯發源於佩迪亞斯河的源頭附近，穿過尼蘇、達利（古代的伊達利翁）和皮羅伊，並以與佩迪亞斯河或多或少平行的方向橫穿邁薩奧里亞。一條較小但更穩定的河流是卡雷斯河（Clarios)，它從特羅多斯的斜坡流入莫爾普灣。
邁薩奧里亞平原東、西瀕地中海，南臨特羅多斯山脈，北臨凱里尼亞山脈（Pentadaktylos)。面積約1,000平方公里（390英里）。它的海拔為325m（1066英尺），平均海拔約為100m（330英尺）。有許多河流和其他水道穿過這片平原，但沒有一條河和其他水道常年有水。
島嶼中心的沖積平原大部分是連續暴雨和洪水的產物，這些暴風雨和洪水從山上帶來了大量的輕質碎片，這些碎片主要是由於人類活動而散佈到低地的土地上。自古以來就一直實行的填海造陸系統（colmatage）。這導致了陸地表面的普遍抬升，並順便導致了邁薩奧里亞下部許多英畝土地的自然開墾。
邁薩奧里亞（「Mesaoria」有時拼寫為「Mesarya」）一詞在希臘語中的意思是「山脈之間」。邁薩奧里亞的大部分地區都是平坦、光禿禿的平原，除了防風林之外，幾乎沒有任何樹木。它是塞浦路斯的農業中心地帶，但完全依賴冬季降雨和灌溉，這限制了產量。它也是島上人口最多的地區，擁有數十個村莊和許多最大的城鎮，包括首都尼科西亞。
由於森林砍伐，邁薩奧里亞的大部分地區都被「卡夫卡拉」覆蓋，這是一個當地術語，指的是被壓實成硬土的碳酸鈣。唯一在這片表面生長良好的植物很快就被放牧動物吃掉，這大大加劇了水土流失。
邁薩奧里亞屬亞熱帶半乾旱氣候，夏季酷熱難受，氣溫常在40℃左右。平原的降雨量明顯低於山區，但近年來建造了許多水壩和灌溉系統來捕獲山區徑流。

## 歷史
2,000萬年前，塞浦路斯實際上是兩個島嶼，它們是凱里尼亞山脈和特羅多斯山脈的前身。大約100萬年前，邁薩奧里亞平原出現，形成了現在的塞浦路斯島。在不同時期，地中海水位的變化覆蓋或暴露了平原。自更新世末期以來，它一直處於目前的形式。
邁薩奧里亞平原顯示出新石器時代就有耕種的證據。在古典時期，整個島嶼中心都被茂密的森林覆蓋。其中大部分在公元前1世紀中葉被砍伐，為托勒密海軍提供木材。此外還收穫了大量木材來為提取銅提供能源。然而直到16世紀末，平原上仍然有大量樹木。如今僅存的森林地區位於周圍的山脈，特別是特羅多斯山脈。
正如1196年教皇文件所證明的那樣，到12世紀，邁薩奧里亞東部地區已經出現了密集的村莊網絡。該平原是島上主要的農業區。
在整個平原上建造了一條2英尺6英寸軌距的鐵路，從法馬古斯塔到尼科西亞（36英里），然後到莫爾福灣的卡拉沃斯塔西（另外34英里）。工程於1904年開始，首都尼科西亞於1905年10月21日接通。該線路於1951年關閉。